# Вільям Кендалл
Вільям Серджант Кендалл (англ. William Sergeant Kendall; 20 січня 1869, Спютен дайв, Нью-Йорк, США — 16 лютого 1938 Хот-Спрінгс, Вірджинія, США) — американський художник і скульптор. Видний представник американського салонного мистецтва.

## Біографія

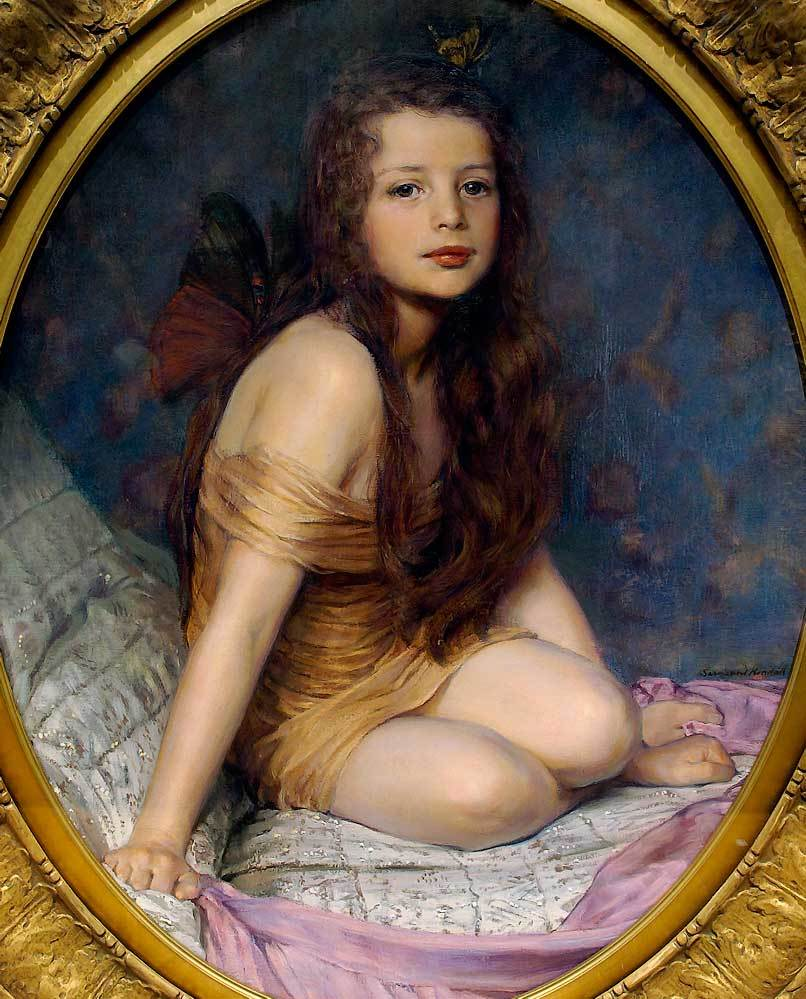
Вільям Кендалл. Психея. 1909

Вільям Кендалл народився в 1869 р в Спютен дайв, Нью-Йорк. У чотирнадцять років почав вивчати мистецтво в нью-йоркській Brooklyn Art Guild. Був там учнем Томаса Ікинс. Коли Икинс перейшов до Академії витончених мистецтв в Пенсильванії в 1884 році, то Кендалл продовжив навчання там. "Икинс прийшов сьогодні і оцінив мою роботу. Він сказав, моя робота «не погана», що, як ви знаєте, є вищою похвалою для нього! ", — написав він батькам з Філадельфії в 1885 році. Деякий час він також навчався в Лізі студентів-художників Нью-Йорка.
У дев'ятнадцять років він поїхав до Парижа. Спочатку він навчався у Люка-Олів'є Мерсона, потім — в Академії Жюлиана, а потім був прийнятий в Національну вищу школу витончених мистецтв. Два роки по тому його картина була прийнята для участі в Паризькому салоні, Кендалл був удостоєний почесного згадки. Так як схвалення в Салоні було в той час гарантом визнання, група американських колекціонерів надіслала художнику вітального листа і запрошення стати викладачем в приватній школі мистецтв Copper Union в Нью-Йорку. Художник відхилив пропозицію і залишився ще на один рік у Франції.
Влітку 1891 року Кендалл відправився в Мадрид, щоб побачити і копіювати роботи Дієго Веласкеса, якого він вважав першим великим сучасним художником. Велику частину цього літа він провів у Бретані. Йому особливо сподобалися молоді дівчата-бретонки, які були недорогими і автентичними моделями для його картин, його постійної моделлю стала селянка Тереза Ле Гу (фр. Therese Le Goue).
Повернувшись в США в 1892 році, Кендалл створив свою студію на Вашингтон-сквер. З 1892 по 1895 роки художник вів клас живопису в жіночих групах Copper Union (англ. The Cooper Union for the Advancement of Science and Art) (приватний навчальний заклад, коледж), розташоване в Cooper Square району Іст-Віллідж в Манхеттені, Нью-Йорк).
Серед численних замовників художника — президент Вільям Говард Тафт. Однак, позувати для Кендалла було нелегким завданням і дорогим задоволенням. Його звичайна плата за портрет на повний зріст була 4 000 доларів; тільки особа — 1 500; погрудное зображення — 2 000; портрет в половину людського зросту — 3 000.
Його портрет дочки Елісон був виставлений в Чиказькому університеті мистецтв в 1910 році, портрет був удостоєний золотої медалі Поттера Палмера і $ 1 000. Картину придбала Академія витончених мистецтв в Буффало (нині — Художня галерея Олбрайт-Нокс). У 1940-х роках картина була виставлена на аукціон і продана за значно меншу суму. Сьогодні місцезнаходження картини невідомо. Кендалл отримав численні призи, в тому числі медаль в Інституті Карнегі в 1900 році, медаль Паризької Всесвітньої виставки 1900 року, Shaw Prize Товариства американських художників в 1901 році, Shaw Fund Purchase Prize в 1903 році. У 1905 році він — академік Національної академії дизайну.
У 1913 році художник став главою художнього факультету Єльського університету, переїхавши разом з сім'єю в Нью-Хейвен. Можливо, саме через його великих викладацьких обов'язків портрети Кендалла з цього часу (серед них — портрети деканів університету) втрачають високі художні достоїнства, в них проявляється відсутність натхнення.
Все більше і більше незадоволений зростаючим впливом сучасного мистецтва в Нью-Йорку, художник перебрався в ізольовану, гористу область близько Хот-Спрінгс з видом на Аллеганського гори в Західній Вірджинії. Там він побудував великий будинок і стайні для арабських скакунів. Кендалл став звертатися до античних сюжетів. Художник продовжував активну виставкову діяльність. Його картини експонувалися на виставках в Національній академії дизайну і в Century Club. Він помер в Хот-Спрінгс в 1938 році.
Кендалл, крім живопису, займався також протягом всієї своєї кар'єри скульптурою. Його живописні та скульптурні роботи знаходяться в даний час в колекції музею Метрополітен, Академії витончених мистецтв Пенсильванії, Музею образотворчих мистецтв у Бостоні, Балтиморському художньому музеї.

## Особливості творчості і його вивчення в даний час
На творчість художника мали значний вплив Мерсон і Икинс, він високо цінував полотна Жюля Бастьєн-Лепажа. Кендалл не належав до поціновувачів полотен імпресіоністів і не відчував впливу їх творчості.
Об'єктами живопису художника часто були діти, а на багатьох його найкращих картинах зображені його власні дочки. Сюжети картин Кендалла можна розділити на чотири основні групи: мати і дитя, дівчинка і дзеркало, дочки, пейзажі. Найбільш плідною була для Кендалла літо 1918 року, 1919 і 1920 років, коли він з родиною відпочивав у Братлборо, Вермонт. Проживав він поруч з невеликим струмком в маєток; портрети дітей, створені художником там, вважаються кращими в його творчості.
Картина «Інтерлюдія» (1907) — зображення дружини художника, Маргарет, і їх середньої дочки — Беатрис, воно часто відтворюється на гравюрах і книжкових ілюстраціях. Відкрита книга на картині дозволяє припустити читання казки, але дослідники припускають, що художник вклав і ще один сенс в це зображення. Маргарет Кендалл відвертає обличчя від чоловіка, що малює її, щоб зосередитися на любові до дочки, яка дивиться на глядача широко розкритими очима. Назва пропонує якийсь момент, перш ніж щось трапиться, і цілком можливо, що цей образ віщував для художника розпад сім'ї Кендалл. Коли картина була написана, художник вже закохався в іншу дівчину, з якою пізніше одружиться.
Особлива популярність випала картині «Психея», на якій зображена старша дочка Кендалла, Елізабет, проте сама Елізабет ніколи не згадувала про неї. На картині Психея — дівчинка з ледь помітними маленькими крилами за спиною. В даний час картина знаходиться в експозиції музею Метрополітен. Психея в давньогрецькій міфології — уособлення душі; представлялася в образі метелика або дівчини з крилами метелика (як на картині Кендалла). У міфах її переслідувачем і коханим одночасно є Ерот (у римлян — Амур). Він отримав у дружини Психею, але вона порушила заборону ніколи не бачити особи свого чоловіка. Вночі вона запалює світильник і захоплюється красою свого бога-чоловіка. Гаряча крапля масла падає на шкіру Амура, він зникає. Психея долає безліч випробувань і знову знаходить любов Амура. Легенда викладена в «Метаморфозах» римського письменника Апулея.
Енн Енслоу є правнучкою художника, їй належить серія статей про його творчість, вона знайшла і опублікувала ряд його невідомих робіт. У 1983 році американський мистецтвознавець Роберт Остін після тривалого періоду забуття художника опублікував есе про його творчість, воно привернуло до нього увагу і виставка його робіт відбулася в Owen Gallery (Нью-Йорк) в червні 1998 року. Галерея випустила каталог робіт Кендалла, приурочений до виставки. Він включає передмову, написану Майклом Оуеном, есе Роберта Остіна про творчість художника, статтю «Скульптура Вільяма Сержанта Кендалла» Лауретти Діммік, а також довідкові дані. Великий суспільний резонанс в США викликала успішна реставрація картини художника «Портрет дружини художника і його дочок» (Художній музей Спрінгвілл) в 2013 році.

## Галерея

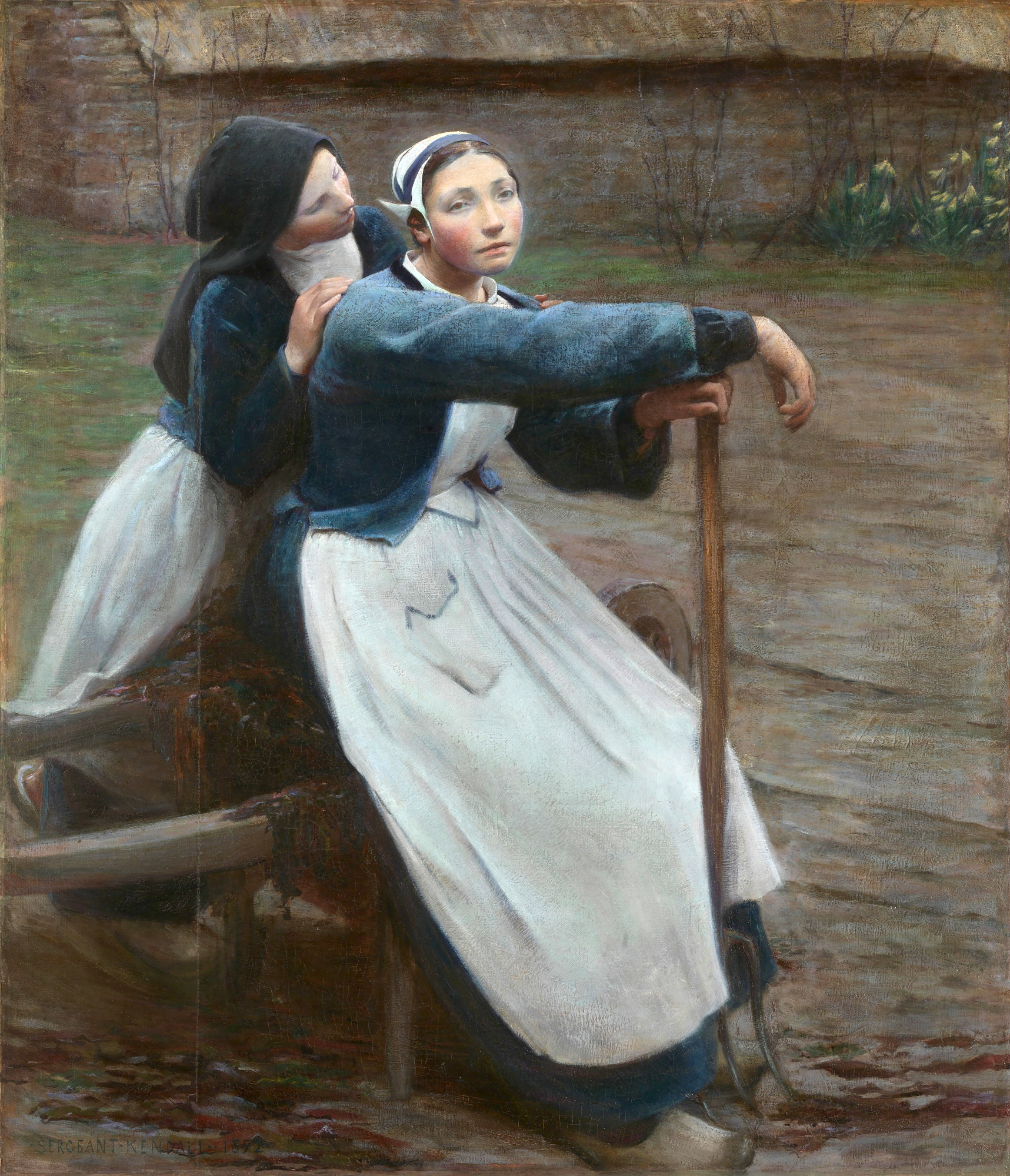
Вільям Кендалл. Бажання, 1892
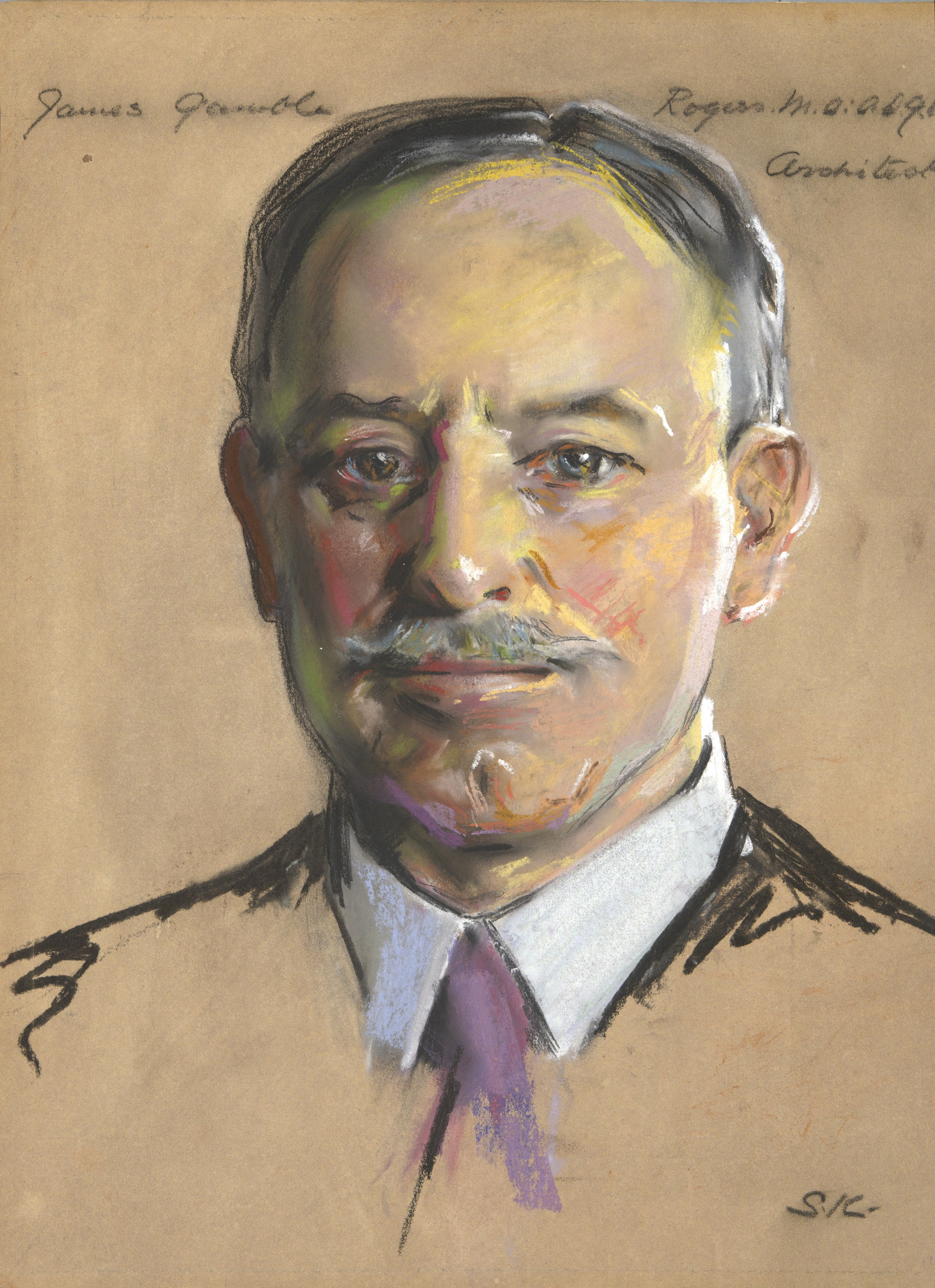
Вільям Кендалл. Портрет, близько 1905
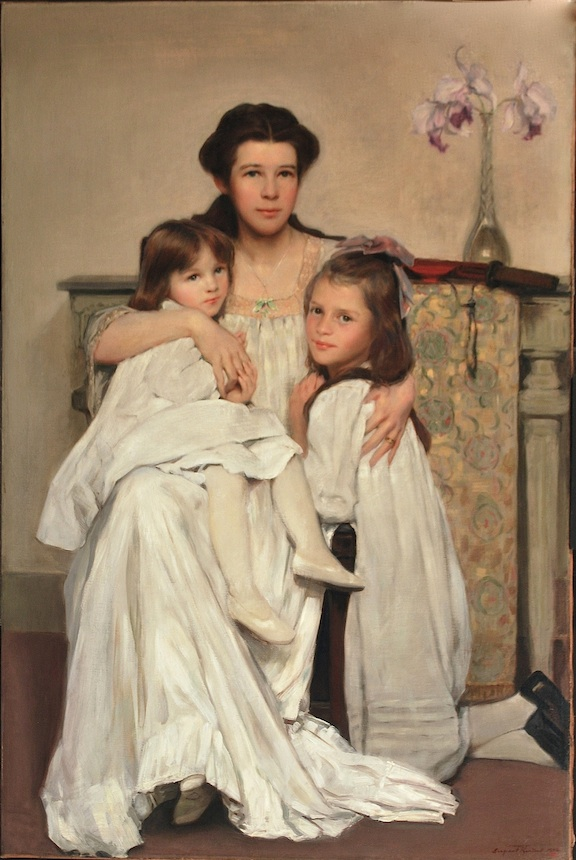
Вільям Кендалл. Портрет дружини художника та його дочок
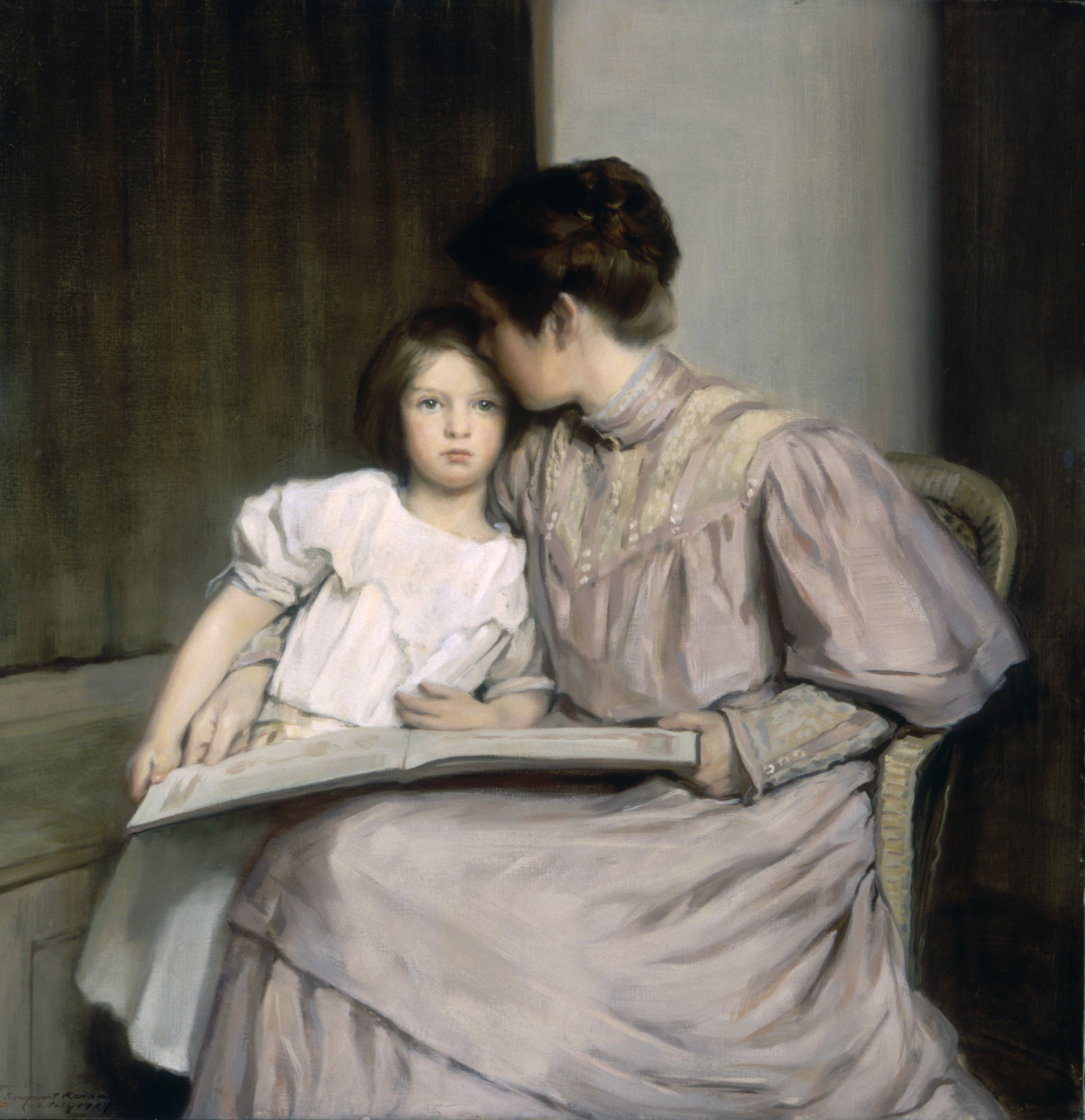
Вільям Кендалл. Інтерлюдія, 1907
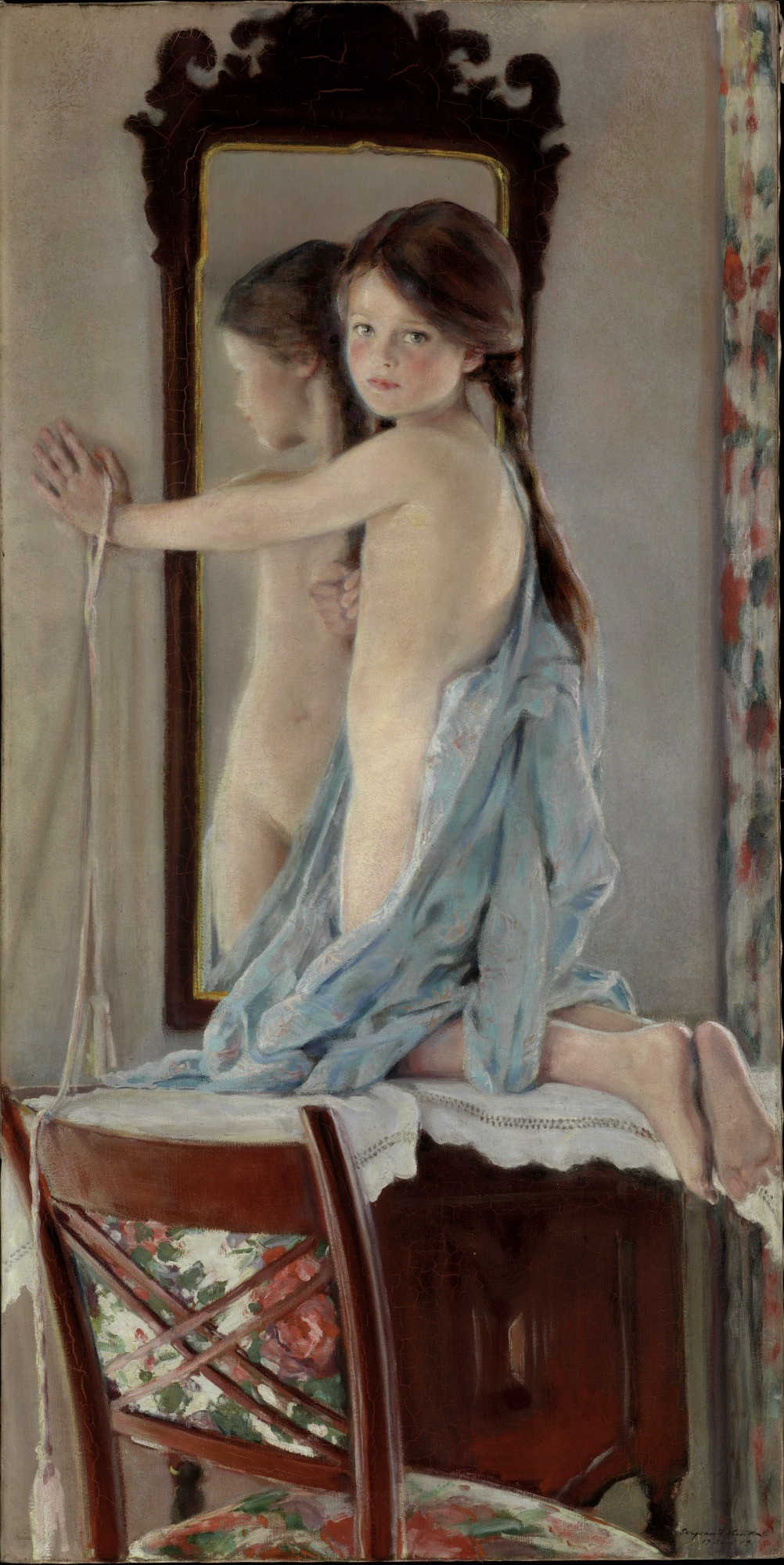
Уильям Кендалл. Crosslights, 1913